# 東京太・ゆめ子
東京太・ゆめ子（あずまきょうた・ゆめこ）は、漫才協会、落語芸術協会所属の夫婦漫才コンビ。1976年結婚、1993年結成。2010年、文化庁芸術祭大衆芸能部門で大賞受賞。出囃子は「東京ブギウギ」。

## メンバー
東 京太（あずま きょうた、1943年7月21日 - 、本名：菅谷利雄）
東京都台東区出身。疎開のため栃木県真岡市で育った。ボケ担当。
デビュー当初に瀬川伸のショーの司会をしたことがあった。
1961年、松鶴家千代若・千代菊に入門。翌年『鶴田松夫・竹夫』というコンビを結成したが、2年で解散。
1963年 - 1985年に東京二・京太として活動。解散後、漫談や司会業をしばらくしたのち、漫才に復帰。
競輪評論家としてピンでも活動。
東 ゆめ子（あずま ゆめこ、1944年1月22日 - 2025年6月16日、本名：菅谷アサエ）
福岡県北九州市出身。ツッコミ担当。
専業主婦から漫才師に転向した。
2025年6月16日、心不全のため千葉県内の自宅で死去した。81歳没。落語芸術協会での最後の高座出演は同年6月の浅草演芸ホール上席であった。

## 芸風
栃木弁の抜けない京太が、ゆめ子に押され気味で進んでいく夫婦漫才。
- 京太が言い返そうとするが「そうなんですよ」としか言い返さない。
- 京太が何かを言おうとするが「あれだよ、あれだよ…あれだよ」と言って出てこない。
- なれそめを話し合うが、ゆめ子が「〇〇の場所で〇〇したじゃない」と言うと、京太は「母ちゃん、それオレじゃないよ」と言う。
- 京太が渾身のオチを披露するもゆめ子に軽くあしらわれ、「ウチで乗せといて舞台で裏切るなんてあんまりだよ」と京太が怒る。
- 京太がふてくされて「もう茶碗洗わない」と言う。ゆめ子に「じゃあ、ごはん作らないよ」と言われると「オレ、茶碗洗うよ」と折れる。
- 二人で顔を見合って「んー…ねっ！」
- ネタ終わりのフレーズは「母ちゃん、もう帰ろうよ!」。師匠の松鶴家千代若・千代菊の漫才を継承したもの。
  - ゆめ子がセリフをとちると、京太が形勢逆転とばかりに強くツッコミを入れる場合もある。

## 出演番組
- 笑点（日本テレビ）
- 年忘れ漫才競演（NHK総合テレビ）
- 真打ち競演（NHKラジオ第1）
- サンデージョッキー（NHKラジオ第1）
- ラジオ寄席（TBSラジオ）
- にちようチャップリン（テレビ東京）